# Saint-Martin-de-Varreville
Saint-Martin-de-Varreville é uma comuna francesa na região administrativa da Normandia, no departamento Mancha. Estende-se por uma área de 8,45 km². Em 2010 a comuna tinha 179 habitantes (densidade: 21,2 hab./km²).